# Lasianthus pseudostipularis
Lasianthus pseudostipularis là một loài thực vật có hoa trong họ Thiến thảo. Loài này được Amshoff ex Bakh.f. mô tả khoa học đầu tiên năm 1963.